# ステファン・ポンポニャック
ステファン・ポンポニャック（Stéphane POMPOUGNAC, 1968年 - ）はフランス・パリ出身のDJ。「Les Bains Doutches」での活動後、パリに実在する同名の高級ホテルをイメージした「Hôtel Costes」シリーズで世界的に有名になる。

## 略歴
1968年、心理療法士と歯科医の両親のもとに生まれる。幼少期はボルドーにて過ごす。最初の仕事は、パリのレ・アール地区にあるHôtel Costesの中庭のカフェのウェイターであった。18歳の時に、Ubu、The Colony、The DreamといったボルドーのクラブにてDJデビューを果たす。
学業と兵役を終えたのち、ロンドンに6ヶ月滞在し、1992年にパリに戻った。パリではQueen、Folies Pigalle、The Locomotive、Diable des Lombards、Privilègeといったクラブで活躍した。その1年後、ホテルLes Bains et DoucheのレジデントDJとなり、Claude Challeと出会う。1997年に、Albert de Panameの紹介によってHôtel Costesの共同所有者であるJean-Louis Costesに出会い、Hôtel CostesのレジデントDJになったと言われている。
1999年には、初のスタジオ・ミックス作品であるHôtel Costes, Vol. 1: France et Choiseulを発表した。次作であるHôtel Costes, Vol. 2: la suiteは、前作を上回る売れ行きを見せた。このVol. 2の3曲目であるPink Martiniの"Sympatique"がフランスにて自動車のCMに採用されたこともあり、Hôtel Costes, Vol. 2: la suiteは100,000枚以上を売り上げた。Vol. 1とVol. 2はフランスのBarclay Universalから発売されたが、Vol. 3以降の作品は、その好調さに目を付けたMSIから発売されている。これらVol. 1〜3だけで100万枚近く売り上げている。
ポンポニャックは20以上のスタジオ・ミックス作品を生み出す一方で、DJとしても活躍を続けている。グッチやイヴ・サンローランといった有名ブランドのファッションショーでもDJを務めた。

## ディスコグラフィ

### スタジオアルバム
- Living on the Edge (2003)
- Hello Mademoiselle (2007)
- Bloody French (2014)

### DJミックス

#### Hôtel Costesシリーズ
- Hôtel Costes, Vol. 1: Café Costes (1999)
- Hôtel Costes, Vol. 2: La suite (1999)
- Hôtel Costes, Vol. 3: Étage 3 (2000)
- Hôtel Costes, Vol. 4: Quatre (2001)
- Hôtel Costes, Vol. 5: Cinq (2002)
- Hôtel Costes, Vol. 6 (2003)
- Hôtel Costes, Vol. 7: Sept (2004)
- Hôtel Costes, Best of Costes (2005)
- Hôtel Costes, Vol. 8 (2005)
- Hôtel Costes, Vol. 9 (2006)
- Hôtel Costes, Vol. 10 (2007)
- Hôtel Costes, Vol. 11 (2008)
- Hôtel Costes, Vol. 12 (2009)
- Hôtel Costes, A Decade: 1999–2009 (2009)
- Hôtel Costes, Vol. 14 (2010)
- Hôtel Costes, Vol. 15 (2011) - Hôtel Costesシリーズ最後の作品[1]

#### その他
- Saks Fifth Avenue (2002) - 米国の高級百貨店サックス・フィフス・アヴェニューのために作られた作品
- The Concorde Lounge: Supersonic Jet Set Love (2003) - 雑誌Casa Brutusのために作られた作品
- Sparkling Moments: Tokyo/Paris (2005) - ペリエのために作られた作品
- STARFLYER (2007) - 日本の航空会社であるStarFlyerのために作られた作品
- Night & Day (2011)